# Курт Гелінг
Курт Гелінг (нім. Kurt Hähling; 7 листопада 1897, Розенгартен — 20 травня 1983, Фінстервальде) — німецький воєначальник і політик, генерал-майор вермахту. Кавалер Лицарського хреста Залізного хреста.

## Біографія
Син торговця. 6 серпня 1914 року вступив в Прусську армію. Учасник Першої світової війни.  29 лютого 1920 року демобілізований. 1 квітня 1920 року вступив у поліцію. 15 жовтня 1935 року перейшов у вермахт. З 1 квітня 1938 року — командир 3-го батальйону 1-го артилерійського полку, з 9 січня 1941 року — 294-го артилерійського полку, з 1 січня по 15 лютого 1943 року — 8-ї авіапольової дивізії. З 10 червня 1943 року — артилерійський командир 108. З 8 січня по 8 квітня 1944 року — командир 347-го піхотного полку. З 1 травня по 5 червня пройшов курс командира дивізії. З 30 липня по 7 вересня 1944 року — командир 73-ї, з 5 січня 1945 року — 126-ї піхотної дивізії. 8 травня 1945 року взятий в полон радянськими військами. 28 березня 1951 року звільнений.
Після звільнення жив в НДР і вступив у Національно-демократичну партію. З 1952 року — заступник голови, з 1953 по вересень 1960 року — голова районного відділення НДПН в Дрездені, одночасно в 1953/63 роках був членом Центрального комітету НДПН і Дрезденської районної ради. З травня 1953 по 1958 рік —  член Національної ради Національного фронту. В 1958 році був членом правління Товариства колишніх офіцерів.

## Звання
- Доброволець (6 серпня 1914)
- Єфрейтор (18 серпня 1915)
- Унтерофіцер (21 жовтня 1916)
- Віцефельдфебель (24 листопада 1917)
- Лейтенант ландверу (22 жовтня 1918)
- Вахмістр поліції (1 квітня 1925)
- Обервахмістр поліції (17 грудня 1925)
- Лейтенант поліції (17 квітня 1928)
- Оберлейтенант поліції (11 квітня 1930)
- Гауптман поліції (1 січня 1935)
- Гауптман (15 жовтня 1935)
- Майор (1 серпня 1937)
- Оберстлейтенант (1 листопада 1940)
- Оберст (1 червня 1942)
- Генерал-майор (30 січня 1945)

## Нагороди
- Залізний хрест 2-го і 1-го класу
- Почесний хрест ветерана війни з мечами
- Медаль «За вислугу років у Вермахті» 4-го, 3-го, 2-го і 1-го класу (25 років)
- Застібка до Залізного хреста 2-го і 1-го класу
- Німецький хрест в золоті (19 грудня 1941)
- Медаль «За зимову кампанію на Сході 1941/42»
- Лицарський хрест Залізного хреста (2 березня 1945)
- Орден «За заслуги перед Вітчизною» в бронзі (5 жовтня 1955)
- Медаль Ернста Моріца Арндта